# Al-Chara’ib
Al-Chara’ib (arab. الخرائب) – wieś w Syrii, w muhafazie Hama. W 2004 roku liczyła 241 mieszkańców.